# أدوار ویک
أدوار ویک (فرانسوی: Édouard Wick‎) دوچرخه‌سوار اهل فرانسه بود. وی در بازی‌های المپیک تابستانی ۱۹۰۰ شرکت کرده است.